# Olympische Sommerspiele 1968/Teilnehmer (Tschad)
| Gelbes Symbol für Goldmedaillen mit stilisierten Olympischen Ringen | Graues Symbol für Silbermedaillen mit stilisierten Olympischen Ringen | Braundes Symbol für Bronzemedaillen mit stilisierten Olympischen Ringen |
| ------------------------------------------------------------------- | --------------------------------------------------------------------- | ----------------------------------------------------------------------- |
| —                                                                   | —                                                                     | —                                                                       |

Tschad nahm an den Olympischen Sommerspielen 1968 in Mexiko-Stadt mit einer Delegation von drei Sportlern (alle Männer) teil.

## Teilnehmer nach Sportarten

### Leichtathletik
- Mahamat Idriss
Hochsprung: 21. Platz in der Qualifikation

- Ahmed Issa
800 Meter: Vorläufe
1500 Meter: Halbfinale

- Ahmed Sénoussi
Hochsprung: 12. Platz